# Манастир Медак
Манастир Медак се налази у Лици, у Републици Хрватској. Припада Горњокарловачкој епархији Српске православне цркве.

## Прошлост
Идући даље кроз село наилази се на стари православни храм Светог Јована Крститеља, који је на самој обали ријеке Лике подигнут још 1688. године. У својој историји овај храм је, баш као и само село, неколико пута рушен и обнављан. У 17. стољeћу овдје је био манастир. Посљедњих година храм се обнавља, a изграђен је дрвени објекат како би се у овој православној светињи наставио одвијати монашки живот.